# ریکو تاکیزاوا
ریکو تاکیزاوا (ژاپنی: 滝澤 玲子؛ زادهٔ ۱۹ ژوئن ۱۹۶۲) بازیکن والیبال اهل ژاپن بود.